# یواس‌اس پانای (۱۸۹۹)
یواس‌اس پانای (۱۸۹۹) (به انگلیسی: USS Panay (1899)) یک کشتی بود که طول آن ۹۴ فوت ۱۰ اینچ (۲۸٫۹۱ متر) بود. این کشتی در سال ۱۸۸۵ ساخته شد.